# Praça Dag Hammarskjöld
A Praça Dag Hammarskjöld, também conhecida como Praça dos Ingleses, é uma praça situada no bairro do Jardim Botânico, na Zona Sul da cidade do Rio de Janeiro. Localiza-se no quarteirão formado pelas seguintes ruas: Inglês de Sousa, Carlos da Rocha Faria e Joaquim Campos Pôrto. Foi projetada pelo arquiteto Azevedo Neto.
Inaugurada na década de 1960, a Praça Dag Hammarskjöld é o local público de convivência do sub-bairro do Alto Jardim Botânico, atualmente um polo de atenção da classe A. A praça, frequentada principalmente por babás que passeiam com bebês e crianças, é desnivelada. O logradouro possui muitas árvores, além de área para crianças com brinquedos e um parcão para cachorros. A praça localiza-se em uma área residencial restrita, mas por ser pública o seu acesso não é limitado apenas aos moradores da região, de modo que é preciso identificar-se para acessá-la. Uma equipe de jardineiros, contratada pela Associação Alto-JB, realiza a manutenção dos canteiros e a limpeza da praça uma vez por semana.
O nome da praça é uma homenagem a Dag Hammarskjöld, que foi um diplomata, economista e escritor sueco. Dag desempenhou, entre 1953 e 1961, o cargo de secretário-geral das Nações Unidas e foi laureado, em 1961, com o prêmio Nobel da Paz. A ideia do nome foi do embaixador Ciro de Freitas Vale.